# My Beautiful Dark Twisted Fantasy
“My Beautiful Dark Twisted Fantasy”는 미국의 래퍼 겸 프로듀서인 카니예 웨스트의 다섯 번째 정규 음반이다. 2010년 11월 22일 데프 잼 레코딩스와 로커펠라 레코드를 통하여 발매되었다. 2009년, 대중의 웨스트에 대한 이미지 하락이나 법적인 문제가 뒤따르면서 스스로 하와이로 도피를 가서 음반을 만들었으며, 주로 호놀룰루의 위치한 에이벡스 레코딩 스튜디오에서 수많은 음악가와 프로듀서들이 공동으로 참여하는 형식으로 제작되었다. 추가적인 녹음 세션의 진행은 캘리포니아주 버뱅크의 글렌우드 플레이스 스튜디오와 뉴욕의 일렉트릭 레이디 스튜디오 및 플래티넘 사운드 레코딩 스튜디오에서 진행되었다.
음반의 총괄 프로듀서는 웨스트이며, 마이크 딘, 노 I.D., 제프 바스커, RZA, S1, 빙크, DJ 프랭크 E 등이 프로듀서로 함께 참여하였다. 음악 저널리스트들은 “My Beautiful Dark Twisted Fantasy”를 최대한의 미학과, 웨스트가 이전에 시도했던 솔, 바로크, 일렉트로, 교향악, 프로그레시브 록에 영향을 받은 요소를 잘 나타내었다고 표현하였다. 한편, 웨스트는 음반을 통하여 연예인으로서의 지위, 소비자 문화, 인종, 아메리칸 드림에 대한 이상향을 노래하고 있다. 니키 미나즈, 리한나, 본 이베어, 제이Z, 푸샤 T, 릭 로스, 존 레전드, 엘튼 존, 랙원 등 많은 음악가가 게스트 보컬로 참여하였다.
음반을 홍보하기 위해 웨스트는 매주 GOOD 프라이데이 시리즈를 통해 무료 곡을 발표하였고, ‘Power’, ‘Runaway’, ‘Monster’, ‘All of the Lights’까지 총 네 곡의 싱글을 발표하여 모두 빌보드 핫 100 차트 40위 이상의 성적을 내었다. 또한 웨스트는 단편 영화인 “러너웨이”(2010)을 제작하기도 하였다. “My Beautiful Dark Twisted Fantasy”는 발매 첫 주에 496,000장을 판매하면서 미국 빌보드 200 차트에서 1위로 데뷔하였고, 미국 음반 산업 협회(RIAA)로부터 300만 장을 판매하였다는 것을 의미하는 트리플 플래티넘 인증을 받았다.
“My Beautiful Dark Twisted Fantasy”는 발매 후 음악 평단으로부터 엄청난 극찬을 받았으며, 많은 웹진이나 음악 잡지에서 선정한 2010년 최고의 음반 목록에 이름을 올렸다. 특히 매년 미국 전역의 비평가들이 투표하는 패즈 & 잡에서 올해의 음반으로 선정되었다. 2012년에 개최된 제54회 그래미 어워드에서는 최우수 랩 음반 부문을 수상하기는 했지만, 올해의 음반에는 후보로 오르는데 그치면서 일부 언론에서 그래미가 웨스트를 천대하였다고 이야기하기도 하였다. 싱글 중 하나인 ‘All of the Lights’는 최우수 랩 노래와 최우수 랩/성 컬래버레이션 부문을 수상하였다. NME나 롤링 스톤에 따르면 “My Beautiful Dark Twisted Fantasy”는 전문가가 선정한 2010년대 최고의 음반으로 뽑히는 등 웨스트가 발매한 음반 중 가장 최고의 음반으로 여겨지고 있다. 음반의 표지는 팔이 없는 날개 달린 여성이 웨스트 위에 누워 있는 것을 묘사한 그림으로, 조지 콘도가 그렸으며, 가장 위대한 음반 표지로 꼽히기도 한다.

## 제작 배경
법적문제와 그의 신상 문제으로 인해 하와이로의 "자진적인 망명" 기간 동안, 그는 이 프로젝트를 구상하게 된다.

후에 카니예 웨스트는 앨범작업으로 인한 과로로 인해 2009년에 있던 MTV Video Music Award에서 설전을 벌이게 되었으며, 미디어들에 대한 증오를 일으키게 했으며, 앨범 녹음을 중단하게 되었다고 말했다. 이 사건으로 인한 대중과 매체들의 부정적인 반응으로 인해, 2009년 10월 1일, 별다른 예고없이 레이디 가가와 같이 하는 808s & Heartbreak 프로모션 투어를 중단하게 된다.

## 작곡

### Avex 녹음 세션

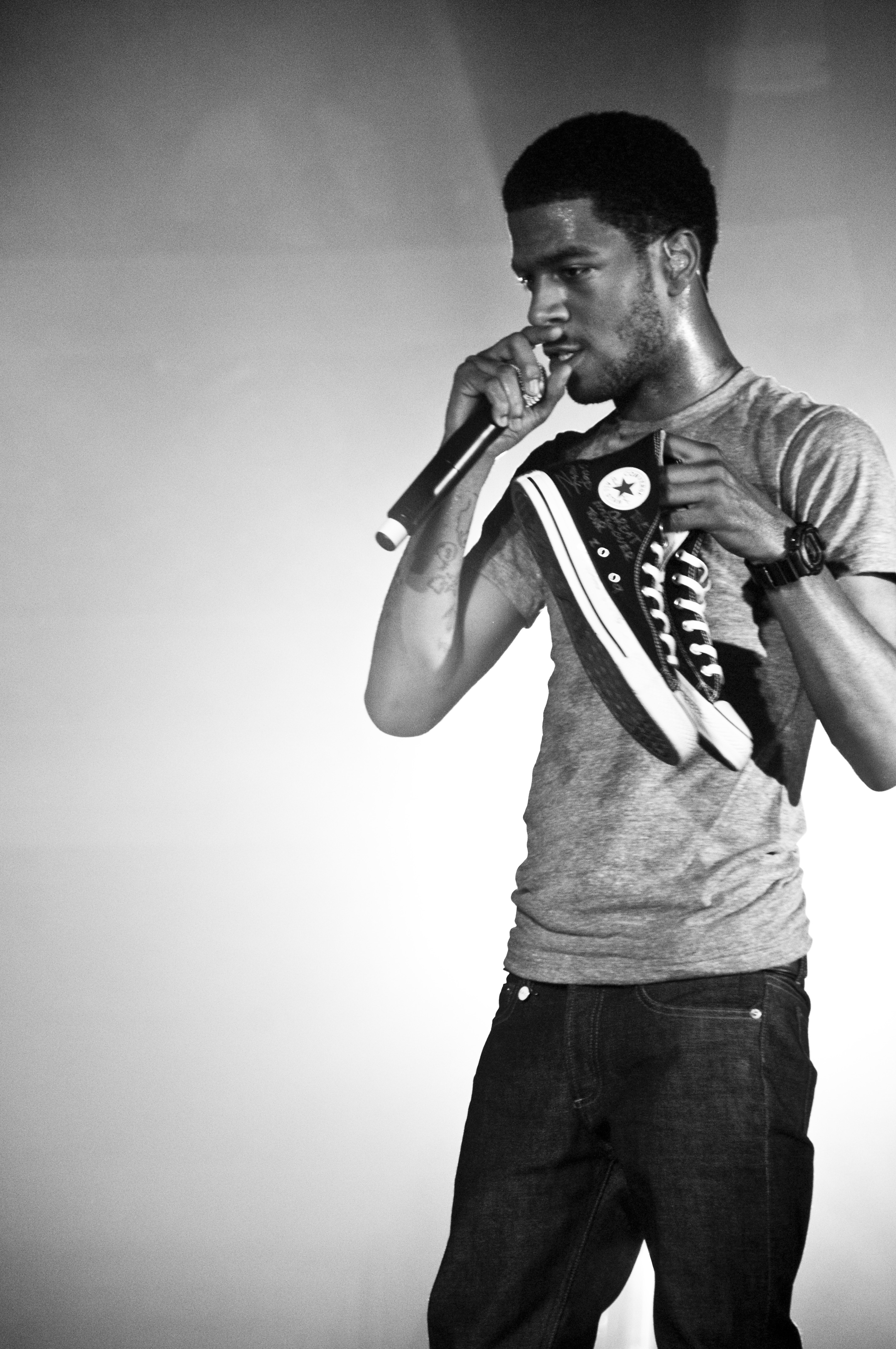
Kid Cudi는 이 앨범에서 여러 트랙에 보컬로 참여했다.

녹음 세션은 초기에는 하와이 호놀룰루에 있는 에이벡스 레코딩 스튜디오, 추가 녹음은 캘리포니아 버뱅크에 있는 글렌우드플레이스 스튜디오와 뉴욕에 있는 일렉트릭레이디 스튜디오, 플래티넘사운드 레코딩 스튜디오에서 진행되었다. 웨스트는 데프 잼 레이블 하에 나온 이 음반 녹음 비용으로 300만 달러 이상의 비용을 썼다고 알려졌다. 후에 그는 당시 막역지간이자 총괄 편집장인 노아 캘러핸비버에게 초기 녹음과정을 설명했다.

"카니예 웨스트가 하와이에 머무르며 그가 가장 작업하기 좋아하며 그에게 영감을 불어넣어주는 프로듀서들과 아티스트들을 섭외했습니다. 마치 '랩(Rap) 캠프'였던 것이죠!"

제작 기간 동안 참여한 아티스트로는 랙원, RZA, 푸샤 T, 릭 로스, 찰리 윌슨, 빅 숀, Cyhi the Prynce, Swizz Beatz, Dwele, 니키 미나즈, 티아이., Drake, Teyana Taylor, 코먼, 제이지, 에미넴, 릴 웨인, 존 레전드, 퍼기, 리한나, 더-드림, 라이언 레슬리, 엘튼 존, M.I.A., 저스틴 버넌, 실, 비욘세, 키드 커디, 모스 데프, 샌티골드, 앨리샤 키스, 엘리 잭슨, 그리고 토니 윌리엄스이다.

이 앨범의 녹음 기간 동안 참여한 프로듀서로는 큐팁, RZA, DJ 프리미어, 매들립, 그리고 Pete Rock이다. 매들립은 이 앨범을 위해 5개의 비트를 만들었다고 말했다.
후에 DJ 프리미어는 그가 만든 비트가 끝내 폐기되었다고 밝혔다.

### 녹음 과정
Avex 레코딩 스튜디오에서 808s & Heartbreak을 녹음한 적이 있는 카니예 웨스트는 My Beautiful Dark Twisted Fantasy 앨범을 만들기 위해 스튜디오의 녹음실 3개를 동시에 대여했다. 녹음 기간 동안 웨스트를 방문했던 노아 캘러핸비버는 이렇게 말했다.

"그는 작업 중 창작(創作)의 벽에 부딪힐 때면 또 다른 곡을 작업하기 위해 또 다른 녹음실로 향했습니다. 그는 종종 밤샘 작업을 하고는 스튜디오에서 낮잠을 잤으며, 오디오 믹서 뒤로는 레코딩 엔지니어들 24시간 대기했습니다. 녹음하기 전 오후에는 카니예 웨스트와 그들의 크루들은 호놀룰루에 있는 YMCA에서 재미삼아 농구게임을 즐기기도 했습니다. RZA가 체력 단련실에서 운동할 때면 키드 커디는 몸을 풀며 마리화나를 피고는 러닝 머신 위에 올라탔습니다. 카니예 웨스트는 그의 크루들을 위해 매일 아침 다이아몬드헤드 산이 보이는 거주지에서 식사를 했습니다."

앨범 작업 기간 내내, 웨스트는 그의 음악에 무게를 실어주기 위해 '당근과 채찍'을 이용해 다른 프로듀서들과 아티스트들을 끌어들었다. 방문 기간 중 협상 과정들을 목격한 캘러핸비버는 말했다.

"비록 무거운 사안들이 모여 있었지만, 의견충돌은 거의 일어나지 않았습니다. 대화는 제멋대로이면서도 계몽적이었으며, 생산적이기도 했습니다. (중략) 우린 협조하면서, 도전하고, 영감을 불어넣기 위해 이 자리에 있는 것입니다."

캘러핸비버와의 인터뷰에서 큐팁은 이 과정을 "위원회에 의한 음악(Music by Committee)"라고 칭하며 세션들의 중요성과 웨스트의 근면함에 대해 아래와 같이 기술했다.
"'그럼 좋아, 네 생각을 얘기해 봐!'라는 말은 내가 어떤 사람인지, 내가 어떻게 사람들을 바라보는지를 얘기할 수 있도록 해주는 거야. 
사람들에게는 각각의 주장과 생각이 있기에, 그가 정말 진심으로 좋은 말이든, 싫은 말이든 뭐든지 듣길 간절히 바란다는 거지. (중략)
 그가 비트를 만들거나 랩을 할 때면, 그는 사람들에게 '위원회'처럼 행동하길 주문했고, 우리 모두 기꺼이 면밀히 해부하고 뜯어보며 그가 이미 시작했던 작업에 새로운 걸 추가하기도 했어. 
녹음 기간이 끝날 무렵이면 그가 모든 사람들의 의견을 합치고 조율하려 얼마나 노력했는지 알 수 있을거야. 백지장도 맞들면 낫다고 하잖아. 그런 면에서 그는 마법사야. 그가 한 건 마치 연금술 같다니까. 정말로!"

피트 록은 웨스트와 녹음실에 있을 때의 경험을 얘기했다.
"그는 뿌리까지 힙합입니다. 전 그를 테스트 해 봤습니다... 그는 정말로 죽여주는 정도의 수준으로 만들어 버리더군요. 그는 아티스트들과 노래를 데리고, 제 초라한 비트를 만지작거리고는 진짜배기로 만들었습니다.

전 그가 작업하는 방식을 좋아합니다 - 그는 방 한 곳에서 가사를 쓰고, 다른 방에 가서는 비트를, 또 다른 방에서는 다른 작업을 했죠. - 난 그가 만든 작업물을 사랑합니다."

래퍼 푸샤 T는 이 앨범을 '사운드들의 콜라주'로 특징지으며 웨스트의 특이한 녹음 방식을 발견하고는 이렇게 말했다.
"우린 작업을 할 때 적절한 시기라는 느낌일 때 작업하면 쉽게 할 수 있을 거라 생각했습니다. 

그는 마치 프로듀서 제프 배스커처럼 사운드를 듣고는 곧바로 온 정신을 쏟아붓고는, 머릿속의 장치를 거쳐 앨범 어디에 넣어야 좋을지 생각하고 바로 그 곡에 사용하는 것이죠."

DJ 프리미어는 과거 카니예 웨스트의 작품과는 상반되는 프로덕션에 대해 말했다.
"음... 우선, 카니예 웨스트의 모든 결과물을 보면, 그가 정말로 많은 샘플링을 떠올리고는 더 듣기 좋게 만드는 걸 반복했다는 걸 알 수 있습니다.

하지만 그의 새 앨범은 강렬한 비트와 랩으로 이루어져 있습니다. [전작 808's & Heartbreak과 같은] 전자음악과는 완전히 결별했습니다. 듣고 놀라게 될 겁니다."

앨범이 발표되기 한 시간 전이었던 2010년 말, 웨스트는 멋진 옷들을 고르기 위해 테야나 테일러(Teyana Taylor)를 녹음실로 불렀다. 테일러는 예전부터 카니예 웨스트와 G.O.O.D Music과의 친분을 유지해왔으며, 퍼렐 윌리엄스의 밴드인 N.E.R.D.와 리한나가 참여한 'Glow in the Dark Tour'에서 웨스트와의 첫 만남을 가졌었다. 녹음실에 있는 동안, 테일러는 카니예 웨스트의 앨범에 참여하기로 결심했다.
그녀는 웨스트의 주목을 받기 위해 그가 만든 트랙에 열심히 노래했다. 결국에 그는 그녀에게 "Dark Fantasy"와 "Hell of a Life" 몇몇 트랙에 보컬을 얹기를 제안했다. "Dark Fantasy"를 녹음했던 경험을 회상하며 테일러는 말했다. "그 당시에는, 정말 랩만 있었던 텅 빈 노래 같았습니다."

그녀는 웨스트가 자신을 또 다른 녹음실에 집어넣고는 '녹음을 시작'하라고 했으며, 자신은 도입부와 코러스를 녹음했다고 말했다. 그녀는 그 노래의 모든 스크래치와 컷을 했다고 말했다.
그녀는 자신이 웨스트에게 노래에 얼마나 기여했는지를 들려줄 당시 매우 긴장했으며, 초조함을 감추기 위해 "녹음실에 오래 머무르지 말걸..."이라고 말했다고 밝했다.

인터넷 상으로 앨범이 유출되는 걸 막기 위해 웨스트는 최대한 앨범 녹음을 비밀에 붙였다. 그는 녹음 기간에 참여한 사람들에게 "트위터로도, 말로도, 이메일로도 발설하지 말라"라는 강령을 내렸다. 푸샤 T는 롤링스톤과의 인터뷰에서 웨스트의 태도를 회상하면서 말했다. "(앨범이) 유출될 조짐을 보였을 때, 카니예 웨스트는 '젠장! 거기에서 다시는 작업 안 할거야. 호텔 방에서 작업할거야!'라고 소리치며 악을 썼습니다."
 그 후 웨스트는 2011년 제이지와 같이 한 앨범 Watch The Throne을 호텔 방에서 녹음했다.

## 평가
| 전문가 평가         | 전문가 평가 |
| 총 점수             | 총 점수     |
| 출처                | 점수        |
| ------------------- | ----------- |
| 메타크리틱          | 94/100      |
| 평가 점수           |             |
| 출처                | 점수        |
| AllMusic            | 4/별        |
| Robert Christgau    | A           |
| 엔터테인먼트 위클리 | A           |
| The Guardian        | 4/별        |
| 인디펜던트          | 5/별        |
| NME                 | 9/별        |
| 피치포크 미디어     | 10/10       |
| 롤링 스톤           | 5/별        |
| 슬랜트 매거진       | 5/별        |
| Spin                | 9/10        |
| 리드머              | 5/별        |
| 힙합엘이            | 5/별        |

My Beautiful Dark Twisted Fantasy는 음악 매체로부터 열렬한 극찬을 받았다.
주류 비평매체들로부터 받은, 100점에 가까운 평점들을 합산한 메타크리틱에서는 "전세계적인 찬사(Universal Acclaim)"에 해당하는 94점의 평균점수를 받았다. (45개의 비평매체 평균) 
 인디펜던트지의 앤디 길은 이 앨범을 두고 "최근 팝 음악 이래 가장 천박하면서도 웅장한 시도이며, 조금이라도 좋은 의미를 가진 관념일지라도 문전박대 해버리는 자유분방한 음악적 엑스트라바겐자(Extravaganza)"라고 평했다. 로스엔젤레스 타임스의 비평에서는, 앤 파워스는 이 앨범의 음악을 "사물을 바라보는 새로운 시각을 제시하기 위해 구성, 질감, 색, 그리고 공간을 재정립한, 피카소와 같은 입체파의 칙령"과도 같다고 평했다. 타임의 데이비드 브라운은 이 앨범을 "카니예 웨스트의 가장 사치스러운 앨범"이라고 하며 "그처럼 이렇게 다양한 요소들을 능숙히 접목시킬 수 있는 아티스트는 드물 것"이라고 평했다. URB 지의 댄 비달은 "그와 같이 한 조력자들과 최고의 기량을 발휘한 카니예 웨스트의 역량은 마일스 데이비스와 필적한다"고 평했다. 롤링 스톤의 롭 셰필드는 이 앨범을 두고 "카니예 웨스트의 앨범 중 가장 훌륭하다고 평하며, 여태까지 들은 앨범 중에서 가장 폭넓은 영향을 끼친 앨범이며 그 어떤 음악가일지라도 이렇게 어둡고도 기묘한 음악을 만들 수 없을 것"이라고 말했다. 스푸트니크 뮤직의 채닝 프리먼은 곡에서 발견하게 된 풍부한 질감에 대해 말하며 "그가 전 방면에서 - 래퍼로서, 리릭시스트로서, 송라이터로서의 - 자신의 기량에 완전히 부응하게 된 최초의 앨범"이라고 평했다. 뉴욕 타임스의 존 카라마니카는 이 앨범을 두고 "이스트 코스트 힙합의 전통을 떠맡게 된 놀랄만한 과격주의자"같다고 말하며 카니예 웨스트를 래퍼로서 정점에 도달했다고 평했다. 빌리지 보이스지 의 숀 페니시는 어떻게 곡 하나마다 '안개 낀 아침 뒤에 찾아오는 기나긴 밤'이 느껴지는 듯한 압도적이고도 노련한 프로듀싱을 했는지 알게 되었다고 말했다. 스핀의 크리스 마틴은 "아티스트 자신의 자아라는 지위를 견고하게 하고, 게걸스러운 이드의 거창하고도 공공연이 파괴를 일삼게 하는 거창하고도 웅변적인 산물"이라고 평했다.

덜 열광적인 반응을 보인 가디언 지에서 키티 엠파이어는 웨스트의 가사에서 여성들을 '수전노'처럼 표현했지만 영웅적이고도 결함이 약간 있는, 걸작에 준하는 앨범이라고 평했다. 올뮤직의 앤디 켈먼은 그의 일관성 없는 래핑을 지적했지만, 결론적으로는 웨스트에 있어서 '정말로 매혹적인 성취'라고 말했다. 활기찬 앨범 분위기는 피로를 불러일으키고, 가슴이 미어지는 내용에 냉정해지기도 했으며, 세심히 조각될수록 계획없이 흩뿌려지는 것 같다고 말하며, 이 앨범을 70분 가량의 곡들이 매우 복잡하게 얽혀있는 앨범같다고 말했다. 자아와 야망이 커져갈수록, 유혹과 혐오, 그리고 가장 중요한 '독창성'도 자라난다고 켈먼은 평했다. 시카고 트리뷴지의 그레그 콧은 웨스트의 적나라함을 호평하면서 걸러지지 않은 그의 감정표현에 대한 병적인 우직함에 대해 혹평했다. 피치포크 미디어의 라이언 돔발은 이 앨범을 "부유한 자들과 미국인들의 잘 알려진 정체성에 대한 쾌락주의적 탐구"라고 평했다. 슬랜트 매거진의 매슈 콜은 이 앨범을 힙합 음악에서의 이정표와 같다고 말하며 '자신의 지위 성장과 몰락'이라는 주제를 다룬 것에 대해 호평하며, 웨스트 자신의 자부심과 고뇌와 마주하기에 충분히 넓은 테마의 색깔들을 가지게 했다고 평했다.

## 트랙 리스트
| #            | 제목                                                                        | 작사 | 작곡                                  | {{{기타정보}}}            | 재생 시간 |
| ------------ | --------------------------------------------------------------------------- | --- | ------------------------------------- | ------------------------- | --------- |
| 1.           | 〈Dark Fantasy〉                                                            | 카니예 웨스트 로버트 디그스 No I.D. | RZA 카니예 웨스트 No I.D. 배스커 Dean |                           | 4:40      |
| 2.           | 〈Gorgeous〉 (Feat. Kid Cudi & Raekwon)                                     | 웨스트 Wilson Dean Jones Che Smith 랙원 키드 커디 진 클라크 Roger McGuinn | 웨스트 No I.D. Dean                   |                           | 5:57      |
| 3.           | 〈Power〉                                                                   | 웨스트 래리 그리핀 주니어 Dean 배스커 Andwele Gardner 켄 루이스 Francois Bernheim Jean-Pierre Lang 보리스 버그먼 로버트 프립 마이클 자일스 그레그 레이크 이언 맥도널드 피터 신필드 | S1 웨스트 배스커 Dean 앤드루 도슨     |                           | 4:52      |
| 4.           | 〈All of the Lights (Interlude)〉                                           | 카니예 웨스트, 제프 배스커 |                                       |                           | 1:02      |
| 5.           | 〈All of the Lights〉                                                       | 웨스트 배스커 Jones 워런 트로터 | West 배스커                           |                           | 4:59      |
| 6.           | 〈Monster〉 (Feat. 제이지, Rick Ross, Nicki Minaj & Bon Iver)               | 웨스트 숀 카터 패트릭 레이놀즈 Dean 윌리엄 로버트 2세 오니카 마라즈 Justin Vernon 배스커                                                                                           | 웨스트 Dean 패트릭 레이놀즈           |                           | 6:18      |
| 7.           | 〈So Appalled〉 (Feat. Swizz Beatz, 제이지, Pusha T, Cyhi the Prynce & RZA) | 웨스트 Wilson Dean Carter 테런스 손턴 Cydel Young Kaseem Dean Diggs Manfred Mann                                                                                                   | 웨스트 No I.D. Dean                   |                           | 6:38      |
| 8.           | 〈Devil in a New Dress〉 (Feat. Rick Ross)                                  | 웨스트 루스벨트 해럴 Dean Roberts II Jones 캐럴 킹 Gerry Goffin | Bink Dean                             |                           | 5:52      |
| 9.           | 〈Runaway〉 (Feat. Pusha T)                                                 | 웨스트 에밀 헤이니 Thornton 배스커 Dean Jones 존 브랜치 | 웨스트 에밀 헤이니 배스커 Dean        |                           | 9:08      |
| 10.          | 〈Hell of a Life〉                                                          | 웨스트 Mike Caren Wilson Dean Sylvester Stewart Tony Joe White 테런스 버틀러 앤서니 아이오미 존 오스본 윌리엄 워드                                                                 | 웨스트 Caren No I.D. Dean             | 웨스트 Caren No I.D. Dean | 5:27      |
| 11.          | 〈Blame Game〉 (Feat. John Legend)                                          | 웨스트 저스틴 프랭크스 Khloe Mitchell Dean 존 스티븐스 리처드 제임스 | 웨스트 DJ Frank E Dean                |                           | 7:49      |
| 12.          | 〈Lost in the World〉 (Feat. Bon Iver)                                      | 웨스트 배스커 Manu Dibango Vernon 길 스콧헤런 | 웨스트 배스커                         |                           | 4:16      |
| 13.          | 〈Who Will Survive in America〉                                             | 웨스트 배스커 Scott-Heron | 웨스트 배스커                         |                           | 1:38      |
| 총 재생 시간 | 총 재생 시간                                                                | 총 재생 시간 | 총 재생 시간                          | 총 재생 시간              | 68:36     |

| #            | 제목                                                      | 작사                                                | 작곡                     | 재생 시간 |
| ------------ | --------------------------------------------------------- | --------------------------------------------------- | ------------------------ | --------- |
| 14.          | 〈See Me Now〉 (Feat. Beyoncé, Charlie Wilson & Big Sean) | 웨스트 Sean Anderson Beyoncé Knowles Charlie Wilson | 웨스트 No I.D. Lex Luger | 6:03      |
| 총 재생 시간 | 총 재생 시간                                              | 총 재생 시간                                        | 총 재생 시간             | 74:39     |

| #            | 제목                    | 작사          | 재생 시간 |
| ------------ | ----------------------- | ------------- | --------- |
| 1.           | 〈Runaway〉 (단편 영화) | Hype Williams | 35:00     |
| 총 재생 시간 | 총 재생 시간            | 총 재생 시간  | 35:00     |

## 크레딧
My Beautiful Dark Twisted Fantasy의 크레딧은 AllMusic에서 발췌한 것이다.

### 음악가
| - 이언 앨런 – handclapping - 팀 앤더슨 – French horn - 리처드 애슈턴 – French horn - 크리스 "히치콕" 초니 – cello, cello arrangement - 윌슨 크리스토퍼 – handclapping - 로지 댄버스 – cello, conductor, orchestration - 우리 제말 – handclapping - 드레이크 – vocals - 더드림 – vocals - Dwele – vocals - 퍼기 – vocals - 앨빈 필즈 – chant, vocals - 사이먼 핀치 – trumpet - 대니 플램 – brass, woodwind - 케이 폭스 – vocals - 마크 프로스트 – trombone - 앤드루 개더콜 – trumpet - 토니 고루소 – Brass, woodwind - Elly Jackson – vocals - Elton John – piano, vocals - 필립 저지 – trombone - Salma Kenas – vocals - 앨리샤 키스 – vocals | - 키드 커디 – vocals - 켄 루이스 – bass, brass, chant, drum programming, engineer, guitar, horn arrangements, organ, vocals, woodwind - 존 레전드 – vocals - 라이언 레슬리 – vocals - Mike Lovatt – trumpet - 니키 미나즈 – vocals - 클로이 미첼 – poetry - 리한나 – vocals - 레이철 롭슨 – viola - 크리스 록 – vocals - 앰버 로즈 – vocals - Tom Rumsby – French horn - Jenny Sacha – violin - Kotono Sato – violin - 길 스콧헤런 – vocals - Chris Soper – handclapping - 테야나 테일러 – vocals - 저스틴 버넌 – vocals, background vocals - 클로이 빈센트 – flute - 토니 윌리엄스 – vocals, background vocals - 찰리 윌슨 – vocals |

### 프로덕션
| - Virgil Abloh – art direction - Chris Atlas – marketing - 제프 배스커 – additional production, cello arrangement, keyboards, piano, producer - Peter Bischoff – assistant, assistant engineer, engineer - 앨 브랜치 – marketing - 리사 D. 브런슨 – A&R - Don C. – A&R - 마이크 캐런 – producer - 숀 카터 – executive producer - 케리 클라크 – mixing assistant - 조지 콘도 – artwork, paintings - 앤드루 도슨 – additional production, engineer, mixing - 마이크 딘 – additional production, bass, cello arrangement, engineer, guitar, keyboards, mixing, piano, producer, soloist - DJ Frank E – producer - Emile – producer - 라이언 길리건 – engineer - 노아 골드스타인 – engineer - Alex Graupera – assistant - Gaylord Holomalia – assistant - 필 졸리 – assistant, assistant engineer, engineer - Terese Joseph – A&R - Kyambo "Hip Hop" Joshua – executive producer - Doug Joswick – package production | - JP Robinson – art coordinator - 앤서니 킬호퍼 – drum programming, engineer, mixing - Brent Kolatalo – drum programming, engineer, keyboards - Erik Madrid – mixing assistant - Manny Marroquin – mixing - Vlado Meller – mastering - 크리스천 모치즈키 – assistant, assistant engineer, engineer - Fabien Montique – photography - No I.D. – producer - Plain Pat – additional production - Christian Plata – mixing assistant - Antonio "L.A." Reid – executive producer - Patrick "Plain Pat" Reynolds – A&R - 지 로버슨 – executive producer - 토드 러셀 – art coordinator - RZA – producer - S1 – producer - TommyD. – producer - Marcos Tovar – vocal engineer - 트레이시 웨이플스 – marketing - 에릭 와이스먼 – sample clearance - 카니예 웨스트 – art direction, executive producer, producer - Kristen Yiengst – art coordinator |

## 인증
| 국가                               | 인증        | 판매량/출하량 |
| ---------------------------------- | ----------- | ------------- |
| 오스트레일리아 (ARIA)              | 2× 플래티넘 | 140,000       |
| 덴마크 (IFPI Danmark)              | 2× 플래티넘 | 40,000        |
| 이탈리아 (FIMI)                    | 골드        | 25,000        |
| 영국 (BPI)                         | 플래티넘    | 300,000       |
| 미국 (RIAA)                        | 3× 플래티넘 | 3,000,000     |
| 판매량+스트리밍을 기반으로 한 인증 |             |               |